# باولو فيرزي
باولو فيرزي (بالإيطالية: Paolo Virzì) (و. 1964  م) هو مخرج أفلام، وكاتب سيناريو إيطالي، ولد في ليفورنو.

## التعليم
تعلم في المركز التجريبي للتصوير السينمائي ‏.

## وصلات خارجية
- باولو فيرزي على موقع IMDb (الإنجليزية)
- باولو فيرزي على موقع ألو سيني (الفرنسية)
- باولو فيرزي على موقع تيرنر كلاسيك موفيز (الإنجليزية)
- باولو فيرزي على موقع أول موفي (الإنجليزية)
- باولو فيرزي على موقع قاعدة بيانات الأفلام السويدية (السويدية)
- باولو فيرزي على موقع قاعدة بيانات الفيلم (الإنجليزية)
- باولو فيرزي على موقع كينوبويسك (الروسية)